# كريستيان شوارز شيلينغ
كريستيان شوارز شيلينغ (بالألمانية: Christian Schwarz-Schilling )‏ (و. 1930  م) هو سياسي، ودبلوماسي ألماني، ولد في إنسبروك، هو عضوٌ في الاتحاد الديمقراطي المسيحي (منذ 1960)، شارك في الانتخابات الرئاسية الألمانية 1999 ‏.

## مناصب
تولى منصب المندوب السامي للبوسنة والهرسك (31 يناير 2006–2 يوليو 2007)
- وزير اتحادي  [لغات أخرى]‏ (4 أكتوبر 1982–14 ديسمبر 1992)
- عضو في البوندستاغ الألماني (1976–2002)[5]
- عضو البرلمان هسه (1966–1976).

## التعليم
تعلم في جامعة لودفيغ ماكسيميليان في ميونخ (منذ 1950)، وArndt-Gymnasium Dahlem ‏.

## جوائز
حصل على جوائز منها:
- جائزة نور الحقيقة [الإنجليزية]‏ (2013)
- جائزة السلام لهسن  [لغات أخرى]‏ (2007)
- Manfred Wörner Medal  [لغات أخرى]‏ (2006)
- Heinrich von Stephan Plaque  [لغات أخرى]‏ (1995)
- ميدالية فيلهام لاوشنر  [لغات أخرى]‏
- نيشان صليب قائد فرسان من رتبة استحقاق جمهورية ألمانيا الاتحادية
- وسام الاستحقاق في هسن.

## روابط خارجية
- كريستيان شوارز شيلينغ على موقع مونزينجر (الألمانية)